# Quintus Aemilius Laetus
Quintus Aemilius Laetus (Thaenae, Africa - Rome, 193) was van 191 tot zijn dood in 193 prefect van de pretoriaanse garde, de keizerlijke lijfwacht. Keizer Commodus benoemde hem in deze positie na de dood van zijn voorgangers Regillus en Julius Julianus. Zijn naam doet vermoeden dat zijn familie het Romeins burgerrecht ontving ten tijde van de triumvir Marcus Aemilius Lepidus (vanaf 43 v.Chr.)
Toen het gedrag van Commodus in het begin van de jaren 190 steeds onvoorspelbaarder werd, raakte Laetus betrokken bij de samenzwering die op 31 december 192 tot moord op de keizer leidde. De samenzwering was een berekende poging om de stadsprefect, Publius Helvetius Pertinax op de troon te zitten, maar dit liep anders. De moord op Commodus bleek de inleiding tot een burgeroorlog, die bekendstaat als het vijfkeizerjaar. Tijdens het jaar 193 maakten vijf verschillende kandidaten aanspraak op het keizerschap van het Romeinse Rijk. Het jaar opende met de korte bewindsperiodes van Pertinax en Didius Julianus. Daarna nam Septimus Severus de macht in Rome over. Hij moest nog wel afrekenen met de generaals Pescennius Niger (in het oosten), Clodius Albinus (in het noordwesten).